# Šiauliai
Šiauliai é a quarta maior cidade lituana, capital do condado de Šiauliai.

## História
A primeira menção escrita a Šiauliai remonta às crónicas da Batalha de Saule, ocorrida em 22 de setembro de 1236, onde é mencionada como Saule.

## Transportes
Šiauliai tem um aeroporto internacional, onde está em construção o maior centro de manutenção de aviões da Europa.